# إليزابيث غرينوود
إليزابيث غرينوود (بالإنجليزية: Elizabeth Greenwood)‏ هي مصورة نيوزيلندية، ولدت في 10 مارس 1873، وتوفيت في 28 يوليو 1961 في ويلينغتون في نيوزيلندا.